# 남남북녀 (2003년 영화)
《남남북녀》는 2003년에 개봉한 대한민국의 영화이다.

## 캐스팅
- 조인성 : 김철수 역
- 김사랑 : 오영희 역
- 공형진 : 강일평 역
- 허영란 : 서혜영 역
- 김용건 : 김달수 / 국정원장 역
- 이춘식 : 오진철 / 인민무력부장 역
- 정지순 : 철수 친구 안경 역
- 여승혁 : 철수 친구 뽀마드 역
- 조혜련 : 나이트 블루마린 역
- 황보 : 성혜미 역
- 한성식 : 사회자 역
- 이상훈 : 박동팔 역
- 윤지민 : 미스 김 역
- 정승교 : 조호철 역
- 이항나 : 연변대 교수 역
- 정초신 : 불야성 나이트 DJ 역
- 배장수 : 김정일 역